# Station Mojokerto
Mojokerto is een spoorwegstation in Mojokerto, in de Indonesische provincie Oost-Java.

## Bestemmingen
- Arek Surokerto: naar Station Surabaya Gubeng
- Bima: naar Station Surabaya Gubeng en Station Jakarta Kota
- Turangga: naar Station Surabaya Gubeng en Station Bandung
- Mutiara Selatan: naar Station Surabaya Gubeng en Station Bandung
- Madiun Ekspres: naar Station Surabaya Gubeng en Station Madiun
- Gaya Baru Malam Selatan: naar Station Surabaya Gubeng en Station Jakarta Kota
- Logawa: naar Station Jember en Station Purwokerto
- Pasundan: naar Station Surabaya Gubeng en Station Kiaracondong
- Sri Tanjung: naar Station Banyuwangi Baru en Station Lempuyangan
- Rapih Dhoho: naar Station Surabaya Gubeng en Station Blitar